# August Wanner
Pour les articles homonymes, voir Wanner.
August Wanner, né le 21 février 1886 à Bâle et mort le 21 juillet 1970 à Saint-Gall, est un peintre, sculpteur et vitrailliste suisse.

## Biographie

### Origines et famille
August Wanner naît le 21 février 1886 à Bâle. Il est originaire du même lieu. Il est l'aîné d'une fratrie de six enfants, élevée par leur mère après le décès prématuré de leur père.
Il épouse Maria Frey en 1917.

### Études et parcours professionnel
Il étudie à l'école des beaux-arts de Bâle de 1903 à 1906, où il est l'élève d'Albert Wagen et de Fritz Schider. Après une année de compagnonnage aux Pays-Bas, il travaille comme peintre d'église jusqu'en 1911 puis s'inscrit à l'Académie des beaux-arts de Munich, où il est l'élève de Franz von Stuck.
Il retourne en 1916 à Saint-Gall pour y enseigner à l'école des beaux-arts. Willy Guggenheim, Giovanni Bianconi, Josef Büsser, Ferdinand Gehr (de) et Maria Geroe-Tobler comptent parmi ses élèves.